# Il passo
Il passo è una novella scritta da Jacopo Turco, alias della scrittrice trentina Giulia Turco Turcati Lazzari e pubblicata nel 1903 nella Rivista d’Italia.
Come si legge dalla nota a piè di pagina riferita al titolo, "passo" (che dà il titolo alla storia) in dialetto trentino significa passaporto
L'opera è pubblicata con lo pseudonimo maschile Jacopo Turco che la scrittrice usava per firmare molti suoi lavori. 

## Edizioni
- 1ª edizione: 1903, Roma, Unione cooperativa editrice.